# Schizodon isognathus
Schizodon isognathus és una espècie de peix de la família dels anostòmids i de l'ordre dels caraciformes.

## Morfologia
- Els mascles poden assolir 24,1 cm de llargària total.
- Nombre de vèrtebres: 40-42.[5][6]

## Hàbitat
Viu en zones de clima tropical.

## Distribució geogràfica
Es troba a Sud-amèrica: conca del riu Paraguai i Veneçuela.